# Gratreuil

Gratreuil este o comună în departamentul Marne, Franța. În 2009 avea o populație de 28 de locuitori.